# Le Dernier Spartiate
Le Dernier Spartiate est le septième album de la série Alix, écrite et dessinée par Jacques Martin, sorti en 1967, après une publication dans le Journal de Tintin.

## Synopsis
Au cours d'une violente tempête, Alix est séparé de ses compagnons de voyage alors que leur bateau vogue dans les eaux grecques. Rejeté sur la rive, il se retrouve seul et se met en quête de retrouver ses compagnons. Il découvre que ces derniers, dont Enak, ont été pris comme esclaves par des Grecs de la ville de Sparte. Il organise son évasion, mais est capturé à son tour. Torturé, menacé de mort par le général Alcidas, Alix est libéré par la reine Adréa qui le nomme précepteur de son fils Héraklion. Pendant ce temps, deux esclaves en fuite alertent les Romains. Alix organise une rébellion des esclaves, et la forteresse est conquise par les troupes romaines. Avant la défaite, la reine Adréa confie Héraklion à Alix.

## Personnages
Alix et Enak sont les principaux protagonistes de l'aventure. Ils rencontrent Horodès (un officier spartiate), la reine Adréa, son fils Héraklion et le général Alcidas, commandant de la citadelle spartiate.

## Analyse
L'album est considéré comme l'un des meilleurs de la série. Le thème abordé, commun au Dieu Sauvage et au Spectre de Carthage, est la résistance d'un peuple autrefois vaincu par les Romains.